# Umor macabru

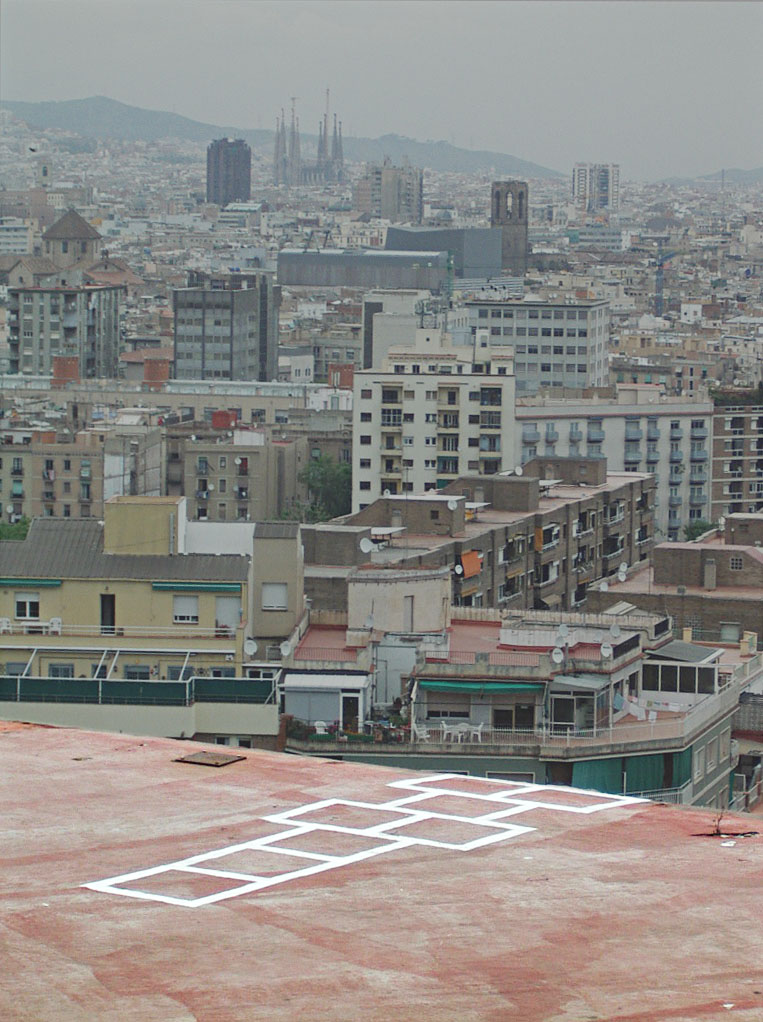
Un exemplu de umor macabru vizual din Barcelona (Spania).

Umor macabru, adesea umor negru este o clasă aparte de umor care este folosit pentru a descrie sau a răspunde la situații (aparent) fără ieșire. Apare adesea în situații traumatice și/sau pline de stres, sau în astfel de situații în care moartea (sau echivalentul său în viața cuiva) este percepută drept inevitabilă.
Umorul macabru este de cele mai multe ori rezultatul experienței personale a cuiva.

## Funcționalitate

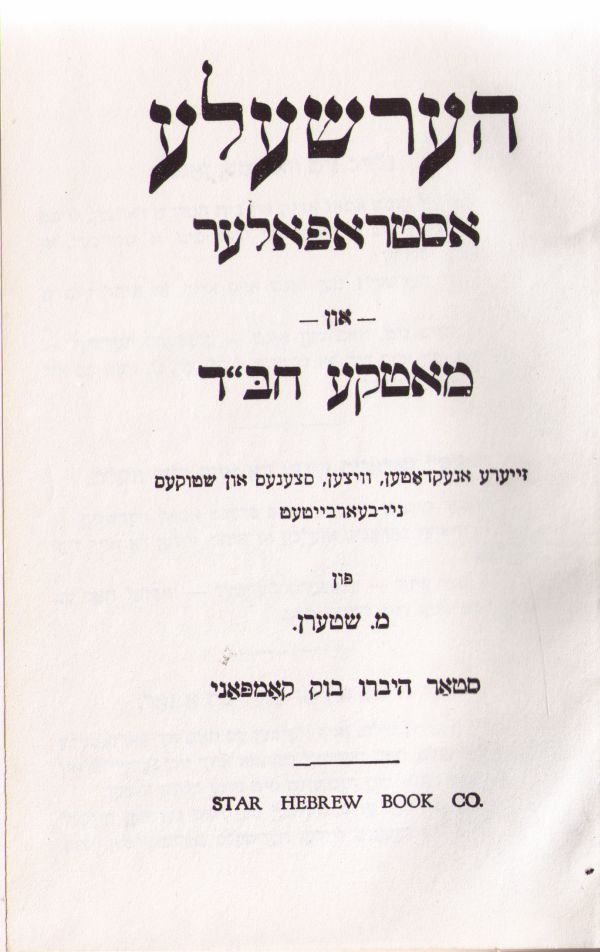
Carte de umor jidănesc - "Motke Habad"

## Exemple
- Se spune că la execuția sa publică, criminalul William Palmer a privit trapa eșafodului și l-a întrebat pe călău: "Are you sure it's safe ?" (Ești sigur că nu e niciun pericol ?)[2]
- Din piesa lui William Shakespeare Romeo și Julieta, Actul 3, Scena 1 (traducere de Ștefan Octavian Iosif):

„Mercutio este înjunghiat într-un duel cu Tybalt, vărul Julietei: 

Romeo: "Prietene, n-ai grijă. Rana ta / Nu poate fi așa de gravă.." 

Mercutio: "Nu, nu e adâncă chiar ca o fântână, nici largă ca o ușă de biserică... dar e destul, ajunge. Întrebați mâini despre mine, și veți găsi că sunt un om foarte tăcut. ”
- Un desen al lui Gaspirtz, unde e prezentat un bărbat care s-a spânzurat de un copac de pe terenul lui și a murit, iar vecinii, în număr mare, se holbează la el, speriați. Între timp, nevasta lui, parcă neafectată de gestul lui, îl ceartă, zicând: "Dă-te jos de acolo ! Vecinii se uită !".